# جيري سنايدر
جيري سنايدر (بالإنجليزية: Jerry Snyder)‏ هو لاعب كرة قاعدة أمريكي، ولد في 21 يوليو 1929 في جنكس في الولايات المتحدة.

## وصلات خارجية
- جيري سنايدر على موقعبيزبول رفرنس.كوم (الدوري الرئيسي) (الإنجليزية)
- جيري سنايدر على موقعبيزبول رفرنس.كوم (الدوري الثانوي) (الإنجليزية)